# Вальдоббьядене
Вальдоббья́дене (итал. Valdobbiadene, вен. Valdobiàden) — коммуна в Италии, располагается в провинции Тревизо области Венеция.
Население составляет 10 790 человек (на 2005 г.), плотность населения составляет 176 чел./км². Занимает площадь 60,7 км². Почтовый индекс — 31049. Телефонный код — 0423.
Покровителем коммуны почитается святитель Григорий Великий, папа Римский, празднование в второй понедельник марта.